# Willie Smith
Willie Smith, född 8 oktober 1876 i Dundee i Skottland, död 26 december 1916 i Mexico City i Mexiko, var en skotsk golfspelare.
Han lärde sig spela golf i Carnoustie i Skottland, där han växte upp med sina bröder Alex och Macdonald Smith som också var golfspelare. När Willie Smith arbetade som klubbprofessional på Midlothian Country Club utanför Chicago vann han 1899 den femte upplagan av US Open som spelades på Baltimore Country Club, Roland Park Course. Hans segermarginal var elva slag, ett rekord som stod sig tills Tiger Woods vann US Open 2000 med femton slag. Smith vann 150 dollar. Han ställde upp i US Open nio gånger och slutade bland de tio bästa åtta gånger men han vann inte tävlingen fler gånger.
1899 vann Smith även den första Western Open efter särspel mot Laurie Auchterlonie.
| Majorsegrare genom tiderna                                                                                     |           |              |                 |                  |
| 200 olika spelare har vunnit i herrarnas majortävlingar. Willie Smith var den 25:e spelaren som vann en major. |           |              |                 |                  |
| 1:a | 24:e      | 25:e         | 26:e            | 200:e            |
| Willie Park Sr                                                                                                 | Fred Herd | Willie Smith | Willie Anderson | Louis Oosthuizen |
| Lista över golfens majorsegrare                                                                                |           |              |                 |                  |